# Heinz Cavalier
Heinz Cavalier (* 3. September 1901 in Berlin; † 3. Januar 1982 in West-Berlin) war ein deutscher Journalist.
Cavalier nahm 1921 an der Universität Berlin ein Jurastudium auf, welches er jedoch abbrach. Während seines Studiums wurde er Mitglied der Sängerschaft Alania Berlin. Anschließend war er von 1924 bis 1929 Schriftleiter bei der Zeitschrift „Der Leichtathlet“. Von 1930 bis 1944 dann deren Hauptschriftleiter. Nach dem Zweiten Weltkrieg war Cavalier von 1950 bis 1972 Chefredakteur der Zeitschrift „Leichtathletik“ sowie von 1956 bis 1970 DLV-Pressewart. Ferner begleitete er von 1956 bis 1960 die Funktion eines Beisitzers im DLV-Präsidium.
Der Journalistenpreis des DLV war von 1986 bis 2001 als Heinz-Cavalier-Preis benannt. Als offenbar wurde, dass er in der Zeit des Nationalsozialismus für das Regime schrieb, wurde er 2002 in DLV-Medienpreis umbenannt.